# Ciclismo ai Giochi della XXXII Olimpiade - Velocità maschile
Le gare di velocità maschile dei Giochi della XXXII Olimpiade si sono svolte il 4, 5 e 6 agosto al velodromo di Izu, in Giappone. 
La competizione ha visto la partecipazione di 30 atleti di 18 nazioni.

## Programma
Tutti gli orari sono UTC+9
| Data          | Ora (UTC+9) | Turno      |
| ------------- | ----------- | ---------- |
| 4 agosto 2021 | 16:35       | Batterie   |
| 5 agosto 2021 | 16:45       | Quarti     |
| 6 agosto 2021 | 16:10       | Semifinali |
| 6 agosto 2021 | 18:00       | Finale     |

## Record
Prima della competizione il record del mondo e il record olimpico erano i seguenti:
| Record mondiale | 9"100 | Nicholas Paul Trinidad e Tobago | 4 settembre 2019 Cochabamba, Bolivia   |
| Record olimpico | 9"551 | Jason Kenny Gran Bretagna       | 12 agosto 2016 Rio de Janeiro, Brasile |

## Regolamento
La competizione della velocità si apre in genere con un turno di qualificazione individuale sulla distanza cronometrata dei 200 metri con partenza lanciata. Poi inizia il "torneo di velocità", in cui i ciclisti si sfidano a coppie, abbinati per tempo di qualificazione (il primo con l'ultimo, il secondo con il penultimo, e così via), su una distanza di tre giri di pista. In ogni turno si qualifica alla fase successiva il corridore che, nella sfida al meglio delle tre manche, ne vince due.
La competizione si svolge in più turni:
- Qualificazioni: Nelle qualificazioni i ciclisti scendono in pista a due a due per stabilire, analogamente ad una comune gara a cronometro, il loro tempo di qualifica.
- Primo turno: si qualifica alla fase successiva il corridore che vince la manche mentre i perdenti vanno al primo ripescaggio.
- Ripescaggi primo turno: 12 ciclisti sono divisi in 4 manche da 3 ciclisti ciascuna, i vincenti si qualificano al secondo turno gli altri sono eliminati.
- Secondo turno: 16 ciclisti sono divisi in 8 batterie: i vincenti accedono ai quarti di finale, i perdenti vanno al secondo ripescaggio.
- Ripescaggi secondo turno: 4 batterie di 2 ciclisti; i vincenti accedono agli ottavi, i perdenti vengono eliminati.
- Ottavi di finale: 12 ciclisti in 6 batterie, dove i vincenti avanzano ai quarti di finale mentre i perdenti vanno al terzo ripescaggio.
- Il terzo ripescaggio prevede 2 batterie da 3 ciclisti ciascuna; i vincitori accedono ai quarti di finale mentre tutti gli altri vengono eliminati
- Quarti di finale: I quarti di finale si disputano al meglio delle due manche su tre; gli 8 ciclisti sono accoppiati in 4 quarti di finale. Il vincitore di due gare in ogni quarto di finale va alle semifinali, mentre il perdente disputa la classificazione dal quinto all'ottavo posto.
- Semifinale e finali: i vincitori delle due manche delle semifinali accedono alla finale per il primo posto, i perdenti disputano la finale per il bronzo.

## Risultati

### Qualificazioni
I migliori ventiquattro tempi si qualificano al primo turno.
| Posizione | Atleta                       | Nazione           | Tempo | Note |
| --------- | ---------------------------- | ----------------- | ----- | ---- |
| 1         | Jeffrey Hoogland             | Paesi Bassi       | 9.215 | Q,   |
| 2         | Harrie Lavreysen             | Paesi Bassi       | 9.215 | Q    |
| 3         | Jack Carlin                  | Gran Bretagna     | 9.306 | Q    |
| 4         | Nicholas Paul                | Trinidad e Tobago | 9.316 | Q    |
| 5         | Denis Dmitriev               | ROC               | 9.331 | Q    |
| 6         | Jair Tjon En Fa              | Suriname          | 9.472 | Q    |
| 7         | Mateusz Rudyk                | Polonia           | 9.493 | Q    |
| 8         | Jason Kenny                  | Gran Bretagna     | 9.510 | Q    |
| 9         | Yuta Wakimoto                | Giappone          | 9.518 | Q    |
| 10        | Sebastien Vigier             | Francia           | 9.551 | Q    |
| 11        | Xu Chao                      | Cina              | 9.584 | Q    |
| 12        | Nick Wammes                  | Canada            | 9.587 | Q    |
| 13        | Stefan Bötticher             | Germania          | 9.593 | Q    |
| 14        | Patryk Rajkowski             | Polonia           | 9.594 | Q    |
| 15        | Hugo Barrette                | Canada            | 9.596 | Q    |
| 16        | Kevin Quintero               | Colombia          | 9.626 | Q    |
| 17        | Azizulhasni Awang            | Malaysia          | 9.626 | Q    |
| 18        | Sam Webster                  | Nuova Zelanda     | 9.631 | Q    |
| 19        | Maximilian Levy              | Germania          | 9.646 | Q    |
| 20        | Rayan Helal                  | Francia           | 9.669 | Q    |
| 21        | Matthew Richardson           | Australia         | 9.685 | Q    |
| 22        | Nathan Hart                  | Australia         | 9.696 | Q    |
| 23        | Muhammad Shah Firdaus Sahrom | Malaysia          | 9.700 | Q    |
| 24        | Ethan Mitchell               | Nuova Zelanda     | 9.705 | Q    |
| 25        | Pavel Yakushevskiy           | ROC               | 9.723 |      |
| 26        | Yudai Nitta                  | Giappone          | 9.728 |      |
| 27        | Jean Spies                   | Sudafrica         | 9.787 |      |
| 28        | Tomáš Bábek                  | Rep. Ceca         | 9.856 |      |
| 29        | Sergei Ponomaryov            | Kazakistan        | 9.932 |      |
| 30        | Kwesi Browne                 | Trinidad e Tobago | 9.966 |      |

### Primo turno
I vincitori di ogni batteria si qualificano per il secondo turno, i perdenti vanno ai ripescaggi.
| Batteria | Posizione | Atleta                       | Nazione           | Gap    | Note |
| -------- | --------- | ---------------------------- | ----------------- | ------ | ---- |
| 1        | 1         | Jeffrey Hoogland             | Paesi Bassi       |        | Q    |
| 1        | 2         | Ethan Mitchell               | Nuova Zelanda     | +0.233 | R    |
| 2        | 1         | Harrie Lavreysen             | Paesi Bassi       |        | Q    |
| 2        | 2         | Muhammad Shah Firdaus Sahrom | Malaysia          | +0.063 | R    |
| 3        | 1         | Jack Carlin                  | Gran Bretagna     |        | Q    |
| 3        | 2         | Nathan Hart                  | Australia         | +0.306 | R    |
| 4        | 1         | Nicholas Paul                | Trinidad e Tobago |        | Q    |
| 4        | 2         | Matthew Richardson           | Australia         | +0.618 | R    |
| 5        | 1         | Denis Dmitriev               | ROC               |        | Q    |
| 5        | 2         | Rayan Helal                  | Francia           | +0.479 | R    |
| 6        | 1         | Maximilian Levy              | Germania          |        | Q    |
| 6        | 2         | Jair Tjon En Fa              | Suriname          | +0.002 | R    |
| 7        | 1         | Sam Webster                  | Nuova Zelanda     |        | Q    |
| 7        | 2         | Mateusz Rudyk                | Polonia           | +0.180 | R    |
| 8        | 1         | Jason Kenny                  | Gran Bretagna     |        | Q    |
| 8        | 2         | Azizulhasni Awang            | Malaysia          | +0.032 | R    |
| 9        | 1         | Yuta Wakimoto                | Giappone          |        | Q    |
| 9        | 2         | Kevin Quintero               | Colombia          | +0.084 | R    |
| 10       | 1         | Sebastien Vigier             | Francia           |        | Q    |
| 10       | 2         | Hugo Barrette                | Canada            | +0.020 | R    |
| 11       | 1         | Patryk Rajkowski             | Polonia           |        | Q    |
| 11       | 2         | Xu Chao                      | Cina              | +0.291 | R    |
| 12       | 1         | Nick Wammes                  | Canada            |        | Q    |
| 12       | 2         | Stefan Bötticher             | Germania          | +0.015 | R    |

### Ripescaggi primo turno
I vincitori di ogni batteria si qualificano per il secondo turno.
| Batteria | Posizione | Atleta                       | Nazione       | Gap    | Note |
| -------- | --------- | ---------------------------- | ------------- | ------ | ---- |
| 1        | 1         | Azizulhasni Awang            | Malaysia      |        | Q    |
| 1        | 2         | Kevin Quintero               | Colombia      | +0.204 |      |
| 1        | 3         | Ethan Mitchell               | Nuova Zelanda | +0.549 |      |
| 2        | 1         | Muhammad Shah Firdaus Sahrom | Malaysia      |        | Q    |
| 2        | 2         | Hugo Barrette                | Canada        | +0.619 |      |
| 2        | 3         | Mateusz Rudyk                | Polonia       | +0.668 |      |
| 3        | 1         | Jair Tjon En Fa              | Suriname      |        | Q    |
| 3        | 2         | Xu Chao                      | Cina          | +0.062 |      |
| 3        | 3         | Nathan Hart                  | Australia     | +0.185 |      |
| 4        | 1         | Stefan Bötticher             | Germania      |        | Q    |
| 4        | 2         | Rayan Helal                  | Francia       | +0.032 |      |
| 4        | 3         | Matthew Richardson           | Australia     | +0.421 |      |

### Secondo turno
I vincitori di ogni batteria si qualificano per gli ottavi, i perdenti vanno ai ripescaggi.
| Batteria | Posizione | Atleta                       | Nazione           | Gap    | Note |
| -------- | --------- | ---------------------------- | ----------------- | ------ | ---- |
| 1        | 1         | Jeffrey Hoogland             | Paesi Bassi       |        | Q    |
| 1        | 2         | Stefan Bötticher             | Germania          | +0.111 | R    |
| 2        | 1         | Harrie Lavreysen             | Paesi Bassi       |        | Q    |
| 2        | 2         | Jair Tjon En Fa              | Suriname          | +0.259 | R    |
| 3        | 1         | Jack Carlin                  | Gran Bretagna     |        | Q    |
| 3        | 2         | Muhammad Shah Firdaus Sahrom | Malaysia          | +0.132 | R    |
| 4        | 1         | Nicholas Paul                | Trinidad e Tobago |        | Q    |
| 4        | 2         | Azizulhasni Awang            | Malaysia          | +0.026 | R    |
| 5        | 1         | Denis Dmitriev               | ROC               |        | Q    |
| 5        | 2         | Nick Wammes                  | Canada            | +0.107 | R    |
| 6        | 1         | Maximilian Levy              | Germania          |        | Q    |
| 6        | 2         | Patryk Rajkowski             | Polonia           | +0.149 | R    |
| 7        | 1         | Sam Webster                  | Nuova Zelanda     |        | Q    |
| 7        | 2         | Sebastien Vigier             | Francia           | +0.038 | R    |
| 8        | 1         | Jason Kenny                  | Gran Bretagna     |        | Q    |
| 8        | 2         | Yuta Wakimoto                | Giappone          | +0.021 | R    |

### Ripescaggi secondo turno
I vincitori di ogni batteria si qualificano per gli ottavi.
| Batteria | Posizione | Atleta                       | Nazione  | Gap    | Note |
| -------- | --------- | ---------------------------- | -------- | ------ | ---- |
| 1        | 1         | Yuta Wakimoto                | Giappone |        | Q    |
| 1        | 2         | Stefan Bötticher             | Germania | +0.176 |      |
| 2        | 1         | Sebastien Vigier             | Francia  |        | Q    |
| 2        | 2         | Jair Tjon En Fa              | Suriname | +0.085 |      |
| 3        | 1         | Muhammad Shah Firdaus Sahrom | Malaysia |        | Q    |
| 3        | 2         | Patryk Rajkowski             | Polonia  | +0.260 |      |
| 4        | 1         | Azizulhasni Awang            | Malaysia |        | Q    |
| 4        | 2         | Nick Wammes                  | Canada   | +0.104 |      |

### Ottavi di finale
I vincitori di ogni batteria si qualificano per i quarti, i perdenti vanno ai ripescaggi.
| Batteria | Posizione | Atleta                       | Nazione           | Gap    | Note |
| -------- | --------- | ---------------------------- | ----------------- | ------ | ---- |
| 1        | 1         | Jeffrey Hoogland             | Paesi Bassi       |        | Q    |
| 1        | 2         | Azizulhasni Awang            | Malaysia          | +0.040 | R    |
| 2        | 1         | Harrie Lavreysen             | Paesi Bassi       |        | Q    |
| 2        | 2         | Muhammad Shah Firdaus Sahrom | Malaysia          | +0.449 | R    |
| 3        | 1         | Jack Carlin                  | Gran Bretagna     |        | Q    |
| 3        | 2         | Sebastien Vigier             | Francia           | +0.171 | R    |
| 4        | 1         | Nicholas Paul                | Trinidad e Tobago |        | Q    |
| 4        | 2         | Yuta Wakimoto                | Giappone          | +0.457 | R    |
| 5        | 1         | Denis Dmitriev               | ROC               |        | Q    |
| 5        | 2         | Jason Kenny                  | Gran Bretagna     | +0.076 | R    |
| 6        | 1         | Maximilian Levy              | Germania          |        | Q    |
| 6        | 2         | Sam Webster                  | Nuova Zelanda     | +0.132 | R    |

### Ripescaggi ottavi
I vincitori di ogni batteria si qualificano per i quarti.
| Batteria | Posizione | Atleta                       | Nazione       | Gap    | Note |
| -------- | --------- | ---------------------------- | ------------- | ------ | ---- |
| 1        | 1         | Jason Kenny                  | Gran Bretagna |        | Q    |
| 1        | 2         | Azizulhasni Awang            | Malaysia      | +0.042 |      |
| 1        | 3         | Yuta Wakimoto                | Giappone      | +0.325 |      |
| 2        | 1         | Sebastien Vigier             | Francia       |        | Q    |
| 2        | 2         | Sam Webster                  | Nuova Zelanda | +0.101 |      |
| 2        | 3         | Muhammad Shah Firdaus Sahrom | Malaysia      | +0.133 |      |

### Quarti di finale
I vincitori di ogni batteria si qualificano per le semifinali
| Batteria | Posizione | Atleta           | Nazione           | Gara 1 | Gara 2 | Gara 3 | Note |
| -------- | --------- | ---------------- | ----------------- | ------ | ------ | ------ | ---- |
| 1        | 1         | Jeffrey Hoogland | Paesi Bassi       |        |        |        | Q    |
| 1        | 2         | Sebastien Vigier | Francia           | +2.440 | +0.059 |        |      |
| 2        | 1         | Harrie Lavreysen | Paesi Bassi       |        |        |        | Q    |
| 2        | 2         | Jason Kenny      | Gran Bretagna     | +0.047 | +0.942 |        |      |
| 3        | 1         | Jack Carlin      | Gran Bretagna     |        |        |        | Q    |
| 3        | 2         | Maximilian Levy  | Germania          | +2.507 | +0.396 |        |      |
| 4        | 1         | Denis Dmitriev   | ROC               | +0.295 |        |        | Q    |
| 4        | 2         | Nicholas Paul    | Trinidad e Tobago |        | REL    | +4.383 |      |

### Semifinali
I vincitori di ogni batteria si qualificano alla finale per l'oro, gli altri si qualificano alla finale per il bronzo
| Batteria | Posizione | Atleta           | Nazione       | Gara 1 | Gara 2 | Gara 3 | Note |
| -------- | --------- | ---------------- | ------------- | ------ | ------ | ------ | ---- |
| 1        | 1         | Jeffrey Hoogland | Paesi Bassi   |        |        |        | Q    |
| 1        | 2         | Denis Dmitriev   | ROC           | +0.107 | +0.010 |        |      |
| 2        | 1         | Harrie Lavreysen | Paesi Bassi   |        |        |        | Q    |
| 2        | 2         | Jack Carlin      | Gran Bretagna | +0.067 | +0.042 |        |      |

### Finali
| Posizione            | Atleta           | Nazione       | Gara 1 | Gara 2 | Gara 3 |
| -------------------- | ---------------- | ------------- | ------ | ------ | ------ |
| Finale per l'oro     |                  |               |        |        |        |
|                      | Harrie Lavreysen | Paesi Bassi   | +0.012 |        |        |
|                      | Jeffrey Hoogland | Paesi Bassi   |        | +0.015 | +0.208 |
| Finale per il bronzo |                  |               |        |        |        |
|                      | Jack Carlin      | Gran Bretagna |        |        |        |
| 4                    | Denis Dmitriev   | ROC           | +0.486 | +0.015 |        |